# Alvah Bessie
Alvah Cecil Bessie (New York, 4 giugno 1904 – San Rafael, 21 luglio 1985) è stato uno scrittore e sceneggiatore statunitense.
Autore del romanzo Il Simbolo (1966), è stato inserito nella lista nera di Hollywood perché si è rifiutato di testimoniare davanti alla commissione per le attività antiamericane.
Ha ricevuto una nomination per l'Oscar al miglior soggetto nel 1946 per il film Obiettivo Burma!.